# Burney (Automarke)

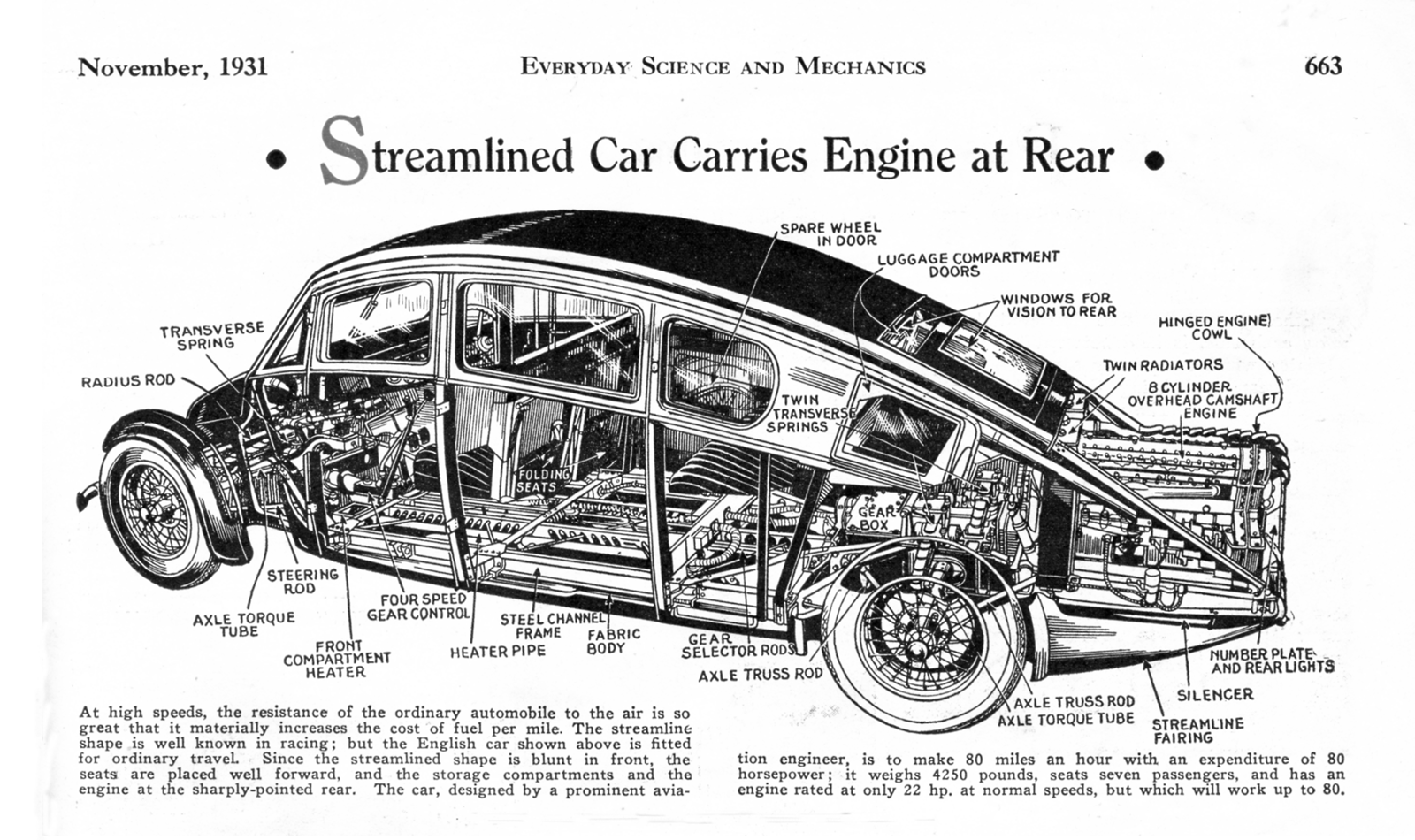
Durchsichtbild eines Burney 22/80 hp (1931)

Burney war eine britische Automarke, die von 1927 bis 1936 von der Streamline Cars Ltd. in Maidenhead (Berkshire) gefertigt wurde. Die Firma wurde von Sir Dennistoun Burney gegründet und fertigte ausschließlich Stromlinienfahrzeuge mit Motoren verschiedener Hersteller. Ein Prototyp wurde auf Basis eines umgedrehten Alvis-Frontantriebsfahrgestells entwickelt.

## 22/80 hp (1930–1931)
Nach einigen Versuchsfahrzeugen wurde der 22/80 hp im Jahre 1930 als erstes „Serienmodell“ vorgestellt.

### Technik
Der Achtzylinder-Reihenmotor mit zwei obenliegenden Nockenwellen hatte einen Hubraum von 3,0 l, war hinten eingebaut (s. Foto) und kam von Beverley-Barnes. Wie damals in der Luftfahrtindustrie üblich, waren alle Elektroleitungen als flexible Leitungen in Kupferrohren verlegt.
Der Wagen war serienmäßig mit vollhydraulischen Bremsen und einer Heizung ausgestattet. Neben dem Motor waren zwei Kühler untergebracht.

### Fahrwerk und Karosserie
Das Chassis der viertürigen Limousine besaß einen Radstand von 3.785 mm. Der Innenraum mit 7 Sitzplätzen war komplett zwischen den beiden Achsen untergebracht und der Motor saß hinter der Hinterachse. Das Reserverad war an einer hinteren Tür innen angebracht; an der gegenüberliegenden Tür hing entweder ein zweites Reserverad oder eine Bar.
Typisch waren der kurze Frontüberhang und der lange Hecküberhang, der den Motor aufnahm. Zur Reduzierung des Luftwiderstandes war auch die Unterseite des Rahmens mit Blech verkleidet. Besonderen Wert legten die Konstrukteure auf eine große Innenhöhe.

### Verkauf und Verbleib
Der Verkaufspreis lag bei GBP 1.500,--, nur GBP 350,-- weniger als ein großer Rolls-Royce. Ende 1930 kaufte der Prince of Wales das fünfte Exemplar; das neunte und letzte Exemplar ging Anfang 1932 als Ausstellungsstück zur Detroit Car Show. Keiner der neun Wagen hat bis heute überlebt.

### Fahrverhalten
Der Wagen lief sehr leise und angenehm. Allerdings rutschte ab ca. 122 km/h, nahe der angegebenen Höchstgeschwindigkeit, die Kupplung, was wohl dem hohen Gewicht (1930 kg) geschuldet war. Das hohe Motorengewicht hinter der Hinterachse sorgte für ein gefährlich instabiles Fahrverhalten bei Regen und Wind. Der Wendekreis betrug 11,887 m.

## Six und Eight (1932–1934)
1932 erschienen zwei neue Modelle, da sich der Beverley-Barnes-Motor als unzuverlässig erwiesen hatte. Der Six besaß einen obengesteuerten Sechszylinder-Reihenmotor von Lycoming mit 3,2 l Hubraum und einen Radstand von 3.708 mm, der Eight einen seitengesteuerten Achtzylinder-Reihenmotor von Armstrong-Siddeley mit 4,4 l Hubraum und einen Radstand von 4.089 mm.

## Das Ende
Als 1934 die Fertigung eingestellt wurde, waren lediglich zwölf „Serienfahrzeuge“ entstanden, davon neun Stück 22/80 hp. 1936 schloss die Firma endgültig ihre Tore.
Die Ideen von Burney kamen bei anderen Fahrzeugen zur Anwendung, z. B. beim Stromlinienfahrzeug von Crossley. In den Fabrikhallen der Streamline Cars Ltd. wurden später der Marendaz und der G.W.K. gefertigt.

## Technische Daten
|                 | 22/80 hp       | Six       | Eight            |
| --------------- | -------------- | --------- | ---------------- |
| Bauzeitraum     | 1930–1931      | 1932–1934 | 1932–1934        |
| Zylinder        | 8 Reihe        | 6 Reihe   | 8 Reihe          |
| Hubraum         | 2956 cm³       | 3190 cm³  | 4400 cm³         |
| Leistung        | 80 bhp (59 kW) |           | 85 bhp (62,5 kW) |
| bei Drehzahl    |                |           | 3600 min−1       |
| Radstand        | 3784 mm        | 3708 mm   | 4089 mm          |
| Spur            | 1524 mm        | 1524 mm   | 1524 mm          |
| Fahrzeuglänge   | 5677 mm        | 5791 mm   | 6096 mm          |
| Fahrzeugbreite  | 1727 mm        | 1828 mm   | 1828 mm          |
| Fahrzeuggewicht | 1930 kg        | 1880 kg   | 1930 kg          |